# Chloé Robichaud
Chloé Robichaud (Cap-Rouge, Quebec, 31 de enero de 1988) es una guionista y directora de cine canadiense.

## Biografía
Robichaud nació el 31 de enero de 1988 en el barrio de Cap-Rouge, en la ciudad de Quebec. En 2010, se graduó de la Escuela de Cine Mel Hoppenheim, perteneciente a la Facultad de Bellas Artes de la Universidad Concordia, en Montreal.
Robichaud se identifica abiertamente como lesbiana. En octubre de 2020, anunció a través de sus redes sociales su relación con la actriz y comediante Katherine Levac. El 9 de julio de 2021, la pareja comunicó que Levac estaba embarazada de gemelos, quienes nacieron en noviembre del mismo año y fueron nombrados Ben y Mathias. En enero de 2022, Robichaud anunció su compromiso con Levac.

## Carrera
Desde el inicio de su carrera en 2008, Robichaud participó en la realización de varios cortometrajes durante sus primeros años en la industria.
En 2010, su cortometraje Moi non plus fue presentado en la sección «Short Film Corner» del Festival de Cannes.
En 2012, su cuarto cortometraje, Chef de meute, se estrenó en el Festival de Cannes como una de las nominaciones para la Palma de Oro en la sección de cortometrajes. Su estreno canadiense tuvo lugar en el Festival Internacional de Cine de Toronto (TIFF) y posteriormente fue incluido en la lista anual de los diez mejores cortometrajes canadienses del año según TIFF. En 2013, la película fue nominada en la primera edición de los Canadian Screen Awards en la categoría de «Mejor cortometraje dramático de acción en vivo», y también recibió una nominación al «Mejor cortometraje» en los Premios Iris.
Su debut con un largometraje se produjo en 2013 con Sarah préfère la course, película que también escribió. El filme fue proyectado en la sección Un certain regard del Festival de Cannes de ese año, donde fue nominado al premio Queer Palm. Además, recibió el premio al mérito artístico «Mujeres en el Cine y la Televisión» en el Festival Internacional de Cine de Vancouver.
En 2014, lanzó la serie web Féminin/Féminin, centrada en un grupo de seis mujeres lesbianas de Montreal que enfrentan experiencias amorosas y personales mientras transitan la vida en la ciudad. La serie contó inicialmente con ocho episodios. Una segunda temporada, también compuesta por ocho episodios, fue dirigida por Robichaud en 2018.
En 2015, estrenó en el Festival Internacional de Cine de Toronto su segundo largometraje, Pays, centrado en tres mujeres cuyos caminos se cruzan en Besco, un país insular ficticio que atraviesa una profunda crisis económica.
En 2019, estrenó el cortometraje dramático Delphine en la sección «Horizontes» del Festival Internacional de Cine de Venecia. Posteriormente, se proyectó en el Festival Internacional de Cine de Toronto, donde ganó el premio al «Mejor cortometraje canadiense». En diciembre del mismo año, la película fue incluida en la lista anual de los 10 mejores cortometrajes según TIFF.
En 2023, presentó su largometraje Les jours heureux el 8 de septiembre en el Festival Internacional de Cine de Toronto. El filme fue nominado al premio a «Mejor dirección en un largometraje» por el Sindicato de Directores de Canadá, y al año siguiente recibió nominaciones en los Premios Iris en las categorías de «Mejor actriz» y «Mejor sonido».
En 2025, se estrenó en el Festival de Cine de Sundance el filme Deux femmes en or, una reinterpretación moderna de la comedia homónima de 1970 dirigida originalmente por Claude Fournier. Ese mismo año, dirigió el episodio 8 de la segunda temporada de Law & Order Toronto: Criminal Intent, titulado «Canadian Dream».

## Filmografía
| Año  | Título                  | Notas        |
| ---- | ----------------------- | ------------ |
| 2008 | Regardless              | Cortometraje |
| 2009 | Au revoir Timothy       | Cortometraje |
| 2010 | Moi non plus            | Cortometraje |
| 2010 | Nature morte            | Cortometraje |
| 2012 | Chef de meute           | Cortometraje |
| 2013 | Sarah préfère la course |              |
| 2014 | Féminin/Féminin         |              |
| 2016 | Pays                    |              |
| 2019 | Delphine                | Cortometraje |
| 2023 | Les jours heureux       |              |
| 2025 | Deux femmes en or       |              |